# Камило Масимо
Камило Масимо – италиански кардинал от 17 век, най-добре запомнен като меценат. Представител на фмилията Масимо.

## Биография
Роден като Карло Масимо през 1620 г. Учи в университета Ла Сапиенца. На 20-годишна възраст наследява имението на братовчед си Камило, с което получава и името му.
Духовната си кариера като архиерей (макар още млад) и през 1651 г. влиза в Апостолическия съвет. На 15 декември 1653 Мсимо става титулярен патриарх на Йерусалим, година по-късно нунций в Испания. Спира го обаче испанският крал Филип IV, който отказва да приеме назначението му поради прекалено близките му отношения с Франция. Принуден е за една година да живее в малък град между Валенсия и Мадрид. На 22 декември 1670 г. папа Климент X го издига за кардинал на Санта Мария Домница. Взема участие в конклава от 1676. През същата година избира титлата архиепископ на Санта Анастасия. Умира през 1677 в Рим.